# Solar Cargo
Solar Cargo (fundada en 2001) es una aerolínea venezolana especializada en el transporte aéreo de carga. Con sede en Maiquetía, la aerolínea ofrece servicios de carga tanto nacionales como internacionales, conectando Venezuela con diversos destinos en América Latina y Estados Unidos.

## Historia
Solar Cargo inició operaciones en 2001 con una flota de aviones Antonov An-26, realizando vuelos de carga desde Caracas y Valencia hacia Miami, Estados Unidos. 

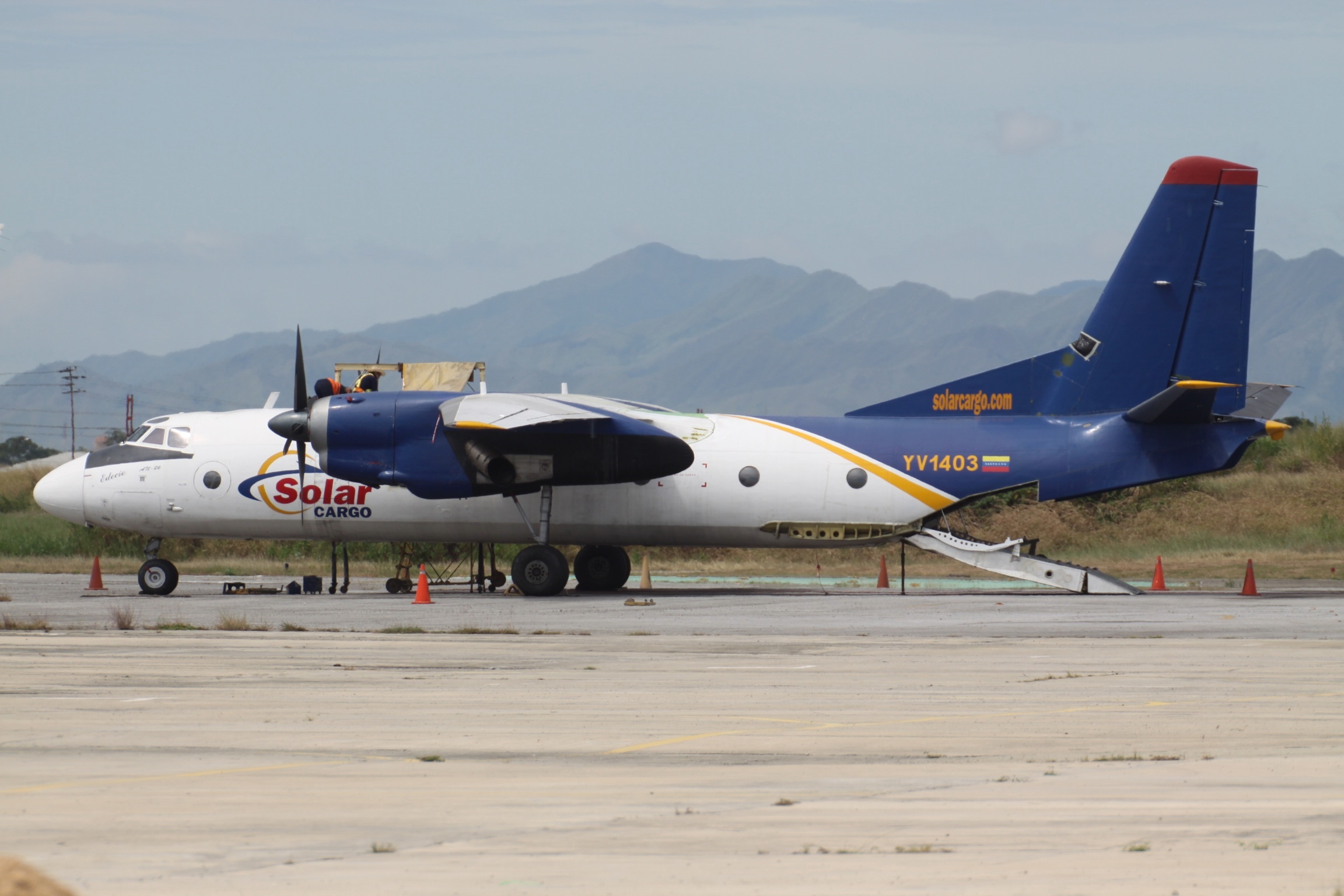
Antonov An26 de Solar Cargo.

En 2012, la aerolínea incorporó aviones McDonnell Douglas DC-10-30F para ampliar su capacidad de carga y cubrir rutas más extensas. 
A lo largo de su trayectoria, Solar Cargo ha enfrentado diversos desafíos operativos y económicos. En 2020, la aerolínea suspendió temporalmente sus operaciones debido a la crisis económica en Venezuela. En 2024, la compañía fue absorbida por Aerolíneas Estelar anunciando en noviembre del mismo año la reactivación de sus actividades aéreas, incorporando 2 aviones Boeing 727-200F con capacidad para 22 toneladas y tripulación completa. 

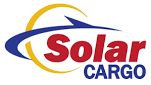
Antiguo Logo de Solar Cargo.

Además de nuevas sedes, siendo el Aeropuerto Internacional de Maiquetía Simón Bolívar su nuevo aeropuerto principal y el Aeropuerto Internacional del Caribe Santiago Mariño como aeropuerto secundario.
Solar Cargo ha retomado oficialmente sus operaciones en 2025, marcando su regreso a la actividad aérea con vuelos internacionales de carga. La aerolínea ha realizado sus primeras rutas hacia Curazao y Bogotá, desde Caracas (SVMI) y Maracaibo (MAR). Estas operaciones reflejan la reactivación de la compañía, consolidando nuevamente su presencia en el transporte aéreo de carga regional tras varios años de inactividad.

## Flota
La flota de la aerolínea está conformada por las siguientes aeronaves (julio de 2025):
| Aeronaves       | Activos | Pedidos | Matrículas | Antigüedad | Notas                   |
| --------------- | ------- | ------- | ---------- | ---------- | ----------------------- |
| Boeing 727-200F | 1       | 1       | YV665T     | 43,1 años  | Operativo               |
| Boeing 727-200F | 1       | 1       | YV668T     | 48,8 años  | Por ingresar a la flota |
| Total           | 1       | 1       |            |            |                         |

### Flota histórica
| Aeronaves                   | Total | Introducido | Retirado | Matrículas              |
| --------------------------- | ----- | ----------- | -------- | ----------------------- |
| Antonov An-26               | 3     | 2001        | 2013     | YV1402, YV1403 y YV1275 |
| McDonnell Douglas DC-10-30F | 1     | 2012        | 2017     | YV524T                  |

## Destinos

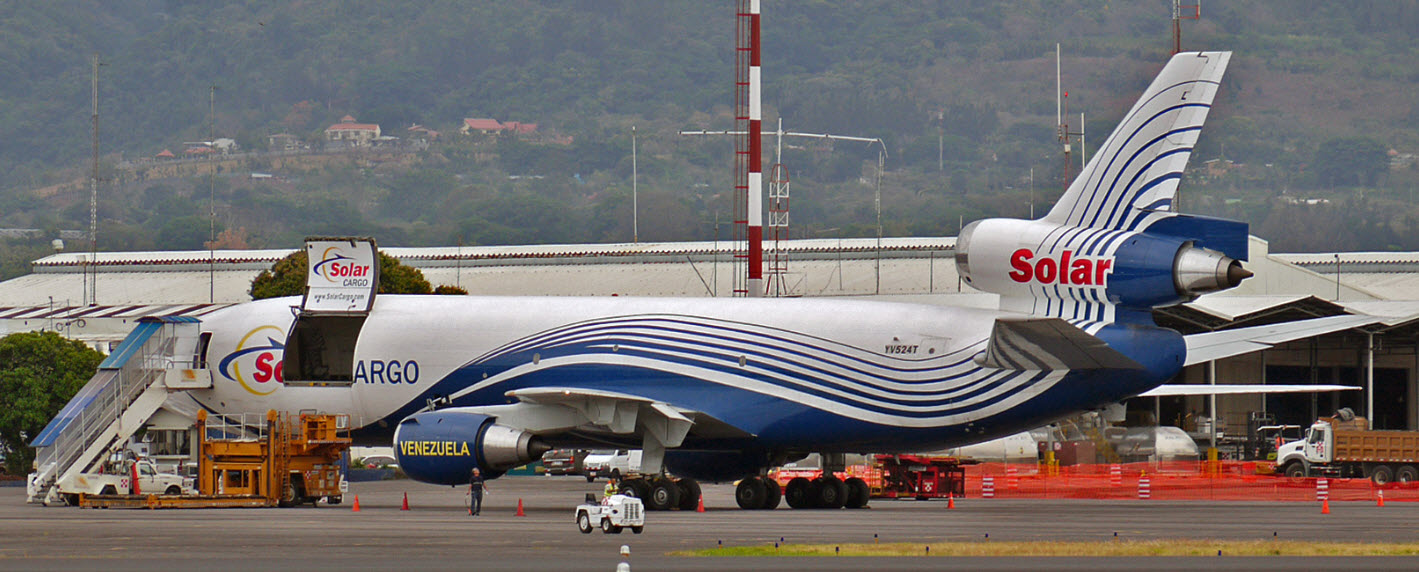
DC-10F de Solar Cargo en Costa Rica.

| Países    | Destinos   | Aeropuertos                                               |
| --------- | ---------- | --------------------------------------------------------- |
| Curazao   | Willemstad | Aeropuerto Internacional Hato                             |
| Colombia  | Bogotá     | Aeropuerto Internacional El Dorado                        |
| Venezuela | Caracas    | Aeropuerto Internacional de Maiquetía Simón Bolívar (HUB) |
| Venezuela | Maracaibo  | Aeropuerto Internacional de La Chinita                    |
| Venezuela | Valencia   | Aeropuerto Internacional Arturo Michelena                 |

## Antiguos destinos
| Países         | Destinos          | Aeropuertos                                    |
| -------------- | ----------------- | ---------------------------------------------- |
| Estados Unidos | Miami             | Aeropuerto Internacional de Miami              |
| Panamá         | Ciudad de Panamá  | Aeropuerto Internacional de Tocumen            |
| Chile          | Santiago de Chile | Aeropuerto Internacional Arturo Merino Benítez |
| Argentina      | Buenos Aires      | Aeropuerto Internacional Ministro Pistarini    |